# Nops ursumus
Nops ursumus là một loài nhện trong họ Caponiidae.
Loài này thuộc chi Nops. Nops ursumus được Arthur M. Chickering miêu tả năm 1967.